# Götz Sambale
Götz Sambale (* 1967 in Schweinfurt) ist ein deutscher Bildhauer.

## Leben
Nach seiner Ausbildung zum Schreiner studierte Götz Sambale von 1992 bis 1996 Bildhauerei an der  Alanus Hochschule für Kunst und Gesellschaft in Alfter/Bonn. Neben seinem künstlerischen Schaffen arbeitete er zunächst in der Kunst- und Werkpädagogik. In dieser Zeit entwickelten sich Ausstellungsprojekte mit kirchlichen Trägern.
Seit 1999 widmete er sich ganz der freien Kunst. Es folgten zahlreiche Einzel- und Gruppenausstellungen. Er ist Mitglied im Deutschen Künstlerbund.
Götz Sambale lebt und arbeitet in Köln.

## Werk
Sambale arbeitet seine Werke vorwiegend in Holz und Bronze. Bei seinen Bronzefiguren steht der Mensch als König im Mittelpunkt seiner Arbeiten. Sie stehen auf Eichen-Stelen, dem Betrachtenden meist auf Augenhöhe. Der entwickelte Grundtypus seiner Figuren variiert durch unterschiedliche Haltungen. Reduziert und stilisiert drücken sie Würde und Innerlichkeit aus.

Ein weiterer Schwerpunkt Sambales sind in Stammholz gearbeitete Formenreihen. Der Ursprung der künstlerischen Auseinandersetzung mit Formenreihen ist für ihn nicht das Holz allein, sondern der Baum, der durch die fließenden Formkräfte der Natur entstanden ist. Aus diesen Formkräften entwickelt er innerhalb der einzelnen Formenreihen Metamorphosen, die in ihrem organischen Aufbau an knochenartiges Wachstum, Zellteilung und Samenkeimlinge erinnern. Die Arbeiten bewegen sich zwischen organischer und konkreter Form.

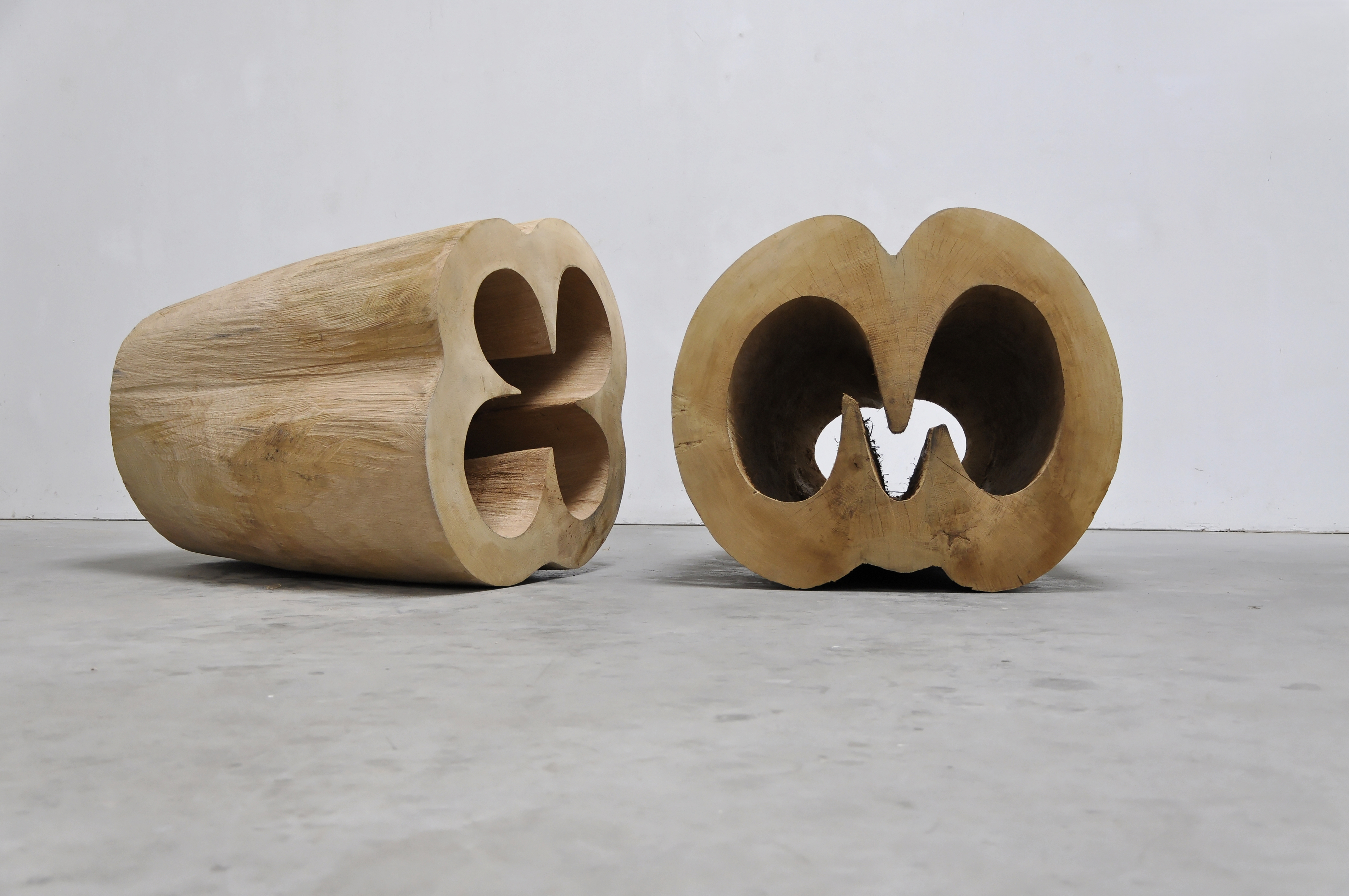
Götz Sambale, Affinis I+II (2010)
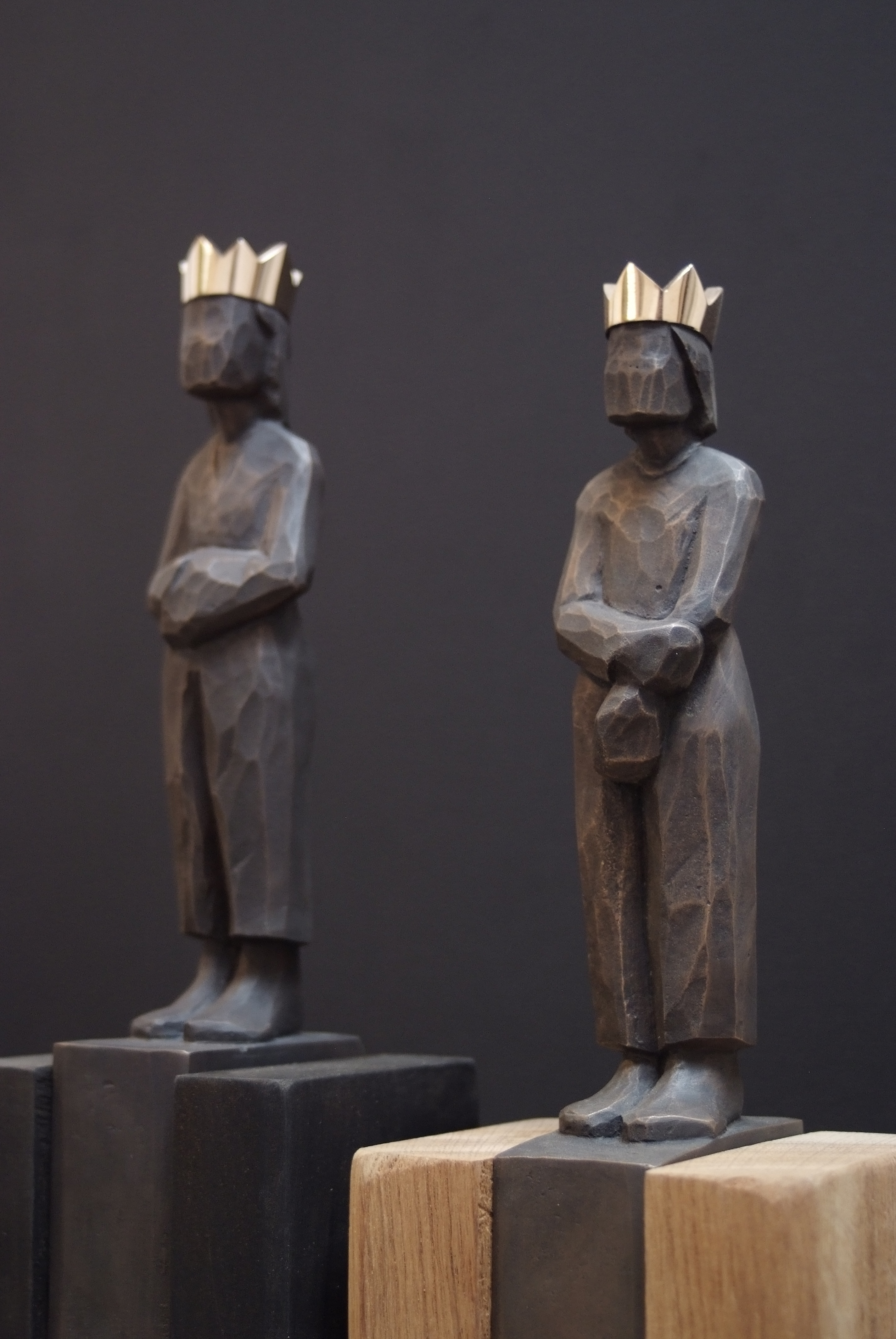
Götz Sambale, Könige (2010)